# Trgovačka ruta Volga
Trgovačka ruta Volga bila je ruta koja je u srednjem vijeku povezivala sjevernu Europu i sjeverozapadnu Rusiju s Kaspijskim jezerom. Ruta je slijedila rijeku Volgu, a putem nje rusi su trgovali s muslimanima koji su naseljavali područja oko Kaspijskog jezera (ponekad su karavane išle sve do Bagdada). Svoj značaj je izgubila u 11. stoljeću, kada su se geopolitički odnosi promijenili.

## Uspostava
Ruta je uspostavljena od strane Varjaza, tj. srednjovjekovnih germanskih osvajača Vikinga koji su nastanjivali prostore istočne Europe početkom 9.tog stoljeća. Brojni su dokazi uspostave ove rute, a najznačajniji su arapski novčići pronađeni na području današnje Rusije (pogotovo uz Volgu) i arapski novčići  (dirham, tj. jedinica valute u nekoliko arapskih država) pronađeni pokraj Sankt-Peterburga.

## Karakteristike
Iz samih rubova tadašnjeg istoka Europe putovalo se preko rijeke Volhov sve do grada Veliki Novgorod, potom preko Iljemenskog jezera do rijeke Lovat. Uzimali su brodove s kojima su potom putovali do izvora rijeke Volge, gdje su se preuzimala trgovačka dobra i gdje se trgovalo s Fincima, Uralcima i Bugarima. Nakon toga put se nastavljao niz Volgu sve dok se ne dođe do Kaspijskog jezera. Određeni broj trgovaca svoj bi put nastavljao sve do Bagdada. Trgovačke postaje bila su sva naseljenija mjesta duž cijele rute.